# Wicklow Gap
Il Wicklow Gap (in irlandese Bearna Chill Mhantáin) è uno dei più alti valichi irlandesi tra quelli serviti da una strada asfaltata. Si trova nella Contea di Wicklow.

## Geografia fisica
Il colle è collocato a 475 m s.l.m. e si apre tra il Tonelagee (a nordest) e Turlough Hill / Camaderry (a sud). Collega Dunlavin (a ovest) con Glendalough, e assieme al Sally Gap è uno dei due valichi stradali che attraversano i monti Wicklow. Nei giorni con aria limpida dal passo è possibile, guardando verso il Mare d'Irlanda, scorgere le montagne della Snowdonia, in Galles.

## Accesso al passo

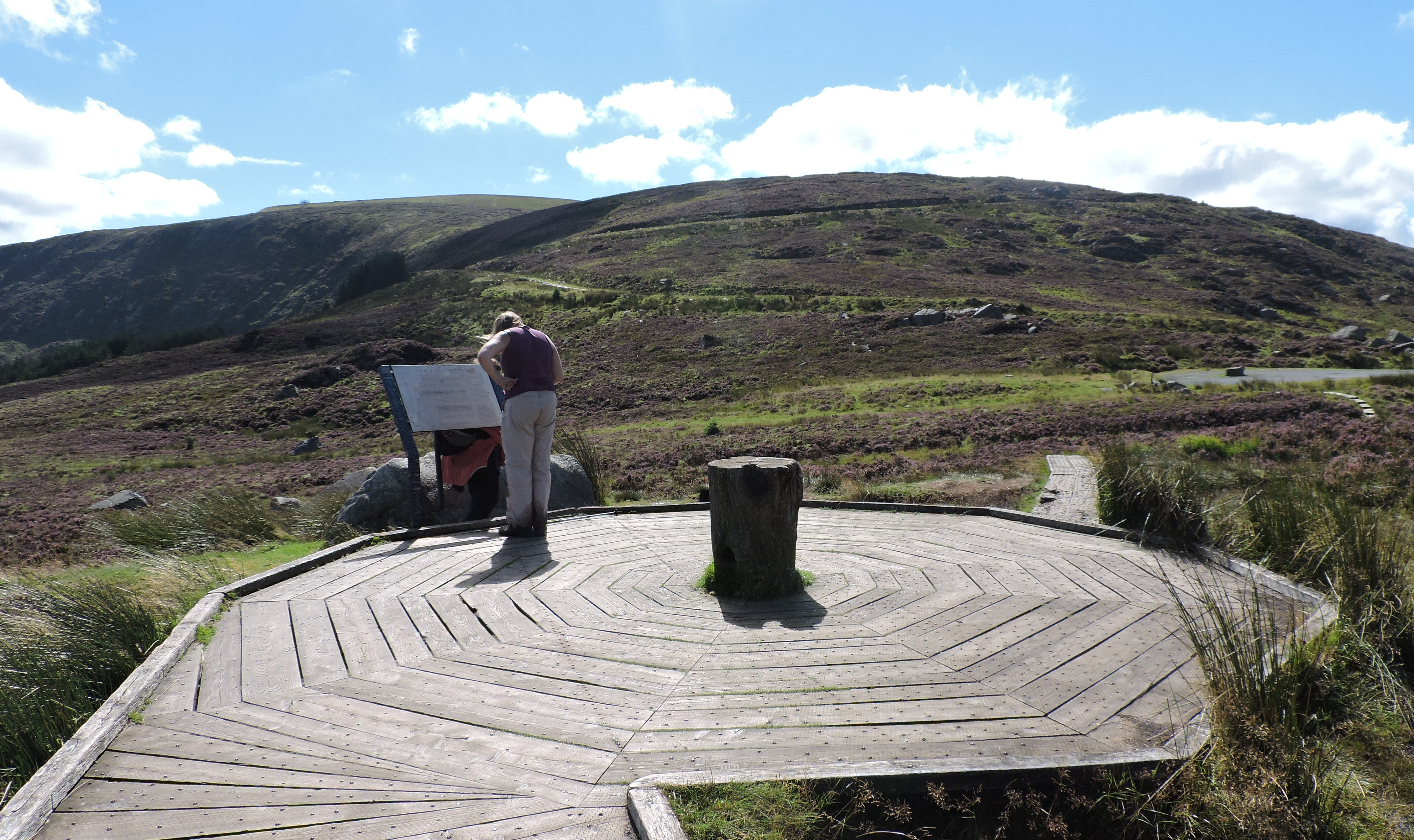
Punto panoramico presso il colle

La panoramica strada regionale R756 permette ai veicoli di raggiungere il passo. Si tratta di un percorso noto e frequentato anche dai ciclisti, che nel Tour de France è considerato una salita di Categoria 3. Dal colle una stretta strada asfaltata chiusa al traffico pubblico porta a Turlough Hill, dove si trova una centrale idroelettrica.

## Escursionismo
Il colle si trova sulla St Kevins Way, un percorso di trekking che congiunge Hollywood a Glendalough.
Partendo dal valico si possono raggiungere a piedi sia Turlough Hill che il Tonelagee.